# Poa feratiana
Poa feratiana är en gräsart som beskrevs av Pierre Edmond Boissier och Georges François Reuter. Poa feratiana ingår i släktet gröen, och familjen gräs. Inga underarter finns listade i Catalogue of Life.